# Прозопагнозия
Прозопагнозия (prosopagnosia, от гръцки: prosopon – „лице“ и agnosia – „незнание“) е когнитивно нарушение, при което е нарушена способността за разпознаване на познати лица, включително своето собствено, докато другите умствени способности и други аспекти на обработката на зрителна информация остават непокътнати. Терминът оригинално се отнася до състояние, последващо остри мозъчни увреждания (придобита прозопагнозия), но съществува и вродена форма на нарушението. Специфичната част от мозъка, която обичайно се свързва с прозопагнозията, е окципито-темпоралната зона 37, която активира специфичен отговор на лица и позволява на повечето хора да разпознават лица в повече детайли отколкото сходни по сложност неодушевени предмети. Окципито-темпоралната зона в дясното полукълбо по-често се асоциира с разпознаването на познати лица, отколкото лявото полукълбо. Остава неясно дали зоната е специфична само за разпознаването на човешки лица или се активира и при други визуални стимули.
Съществуват два вида прозопагнозия: придобита и вродена. Придобитата прозопагнозия е резултат от увреждане на оципито-темпоралния лоб е най-често срещана у възрастни. Допълнително, се подразделя на аперцептивна и асоциативна. При вродената прозопагнозия индивидът никога не развива адекватна способност за разпознаване на лица.
Въпреки че са правени няколко опита за лечение, терапиите не демонстрират реални трайни подобрения сред пациентите с прозопагноза, които често се научават да ползват стратегии за частично разпознаване, включващи вторични белези като облеклото, походката, цвета на косата, цвета на кожата, формата на тялото и гласа. Тъй като лицето функционира като важна идентифицираща характеристика в паметта, за пациенти с прозопагноза може да е трудно да следят във времето информацията за хората и да се социализират нормално с другите. Прозопагнозията се асоциира и с други нарушения, свързани с околните зони на мозъка: лява хемианопсия (загуба на зрението в лявата част на пространството, свързана с увреждане на десния окципитален лоб), ахроматопсия (дефицит във възприемането на цветовете, често асоциирана с едностранни или двустранни лезии в темпоро-окципиталната асоциативна зона) и топографска дезориентация (загуба на ориентация в околната среда и трудности при използване на ориентири).
|  | Тази страница частично или изцяло представлява превод на страницата Prosopagnosia в Уикипедия на английски. Оригиналният текст, както и този превод, са защитени от Лиценза „Криейтив Комънс – Признание – Споделяне на споделеното“, а за съдържание, създадено преди юни 2009 година – от Лиценза за свободна документация на ГНУ. Прегледайте историята на редакциите на оригиналната страница, както и на преводната страница, за да видите списъка на съавторите. ВАЖНО: Този шаблон се отнася единствено до авторските права върху съдържанието на статията. Добавянето му не отменя изискването да се посочват конкретни източници на твърденията, които да бъдат благонадеждни. |